# Ute Oberhoffner
Ute Oberhoffner (n. 15 septembrie 1961, Ilmenau, Republica Democrată Germană, Germania) este o sportivă germană, medaliată olimpică. A participat la 2 ediții ale Jocurilor Olimpice (1984, 1988) în care a câștigat o medalie de argint și o medalie de bronz.